# Dussin

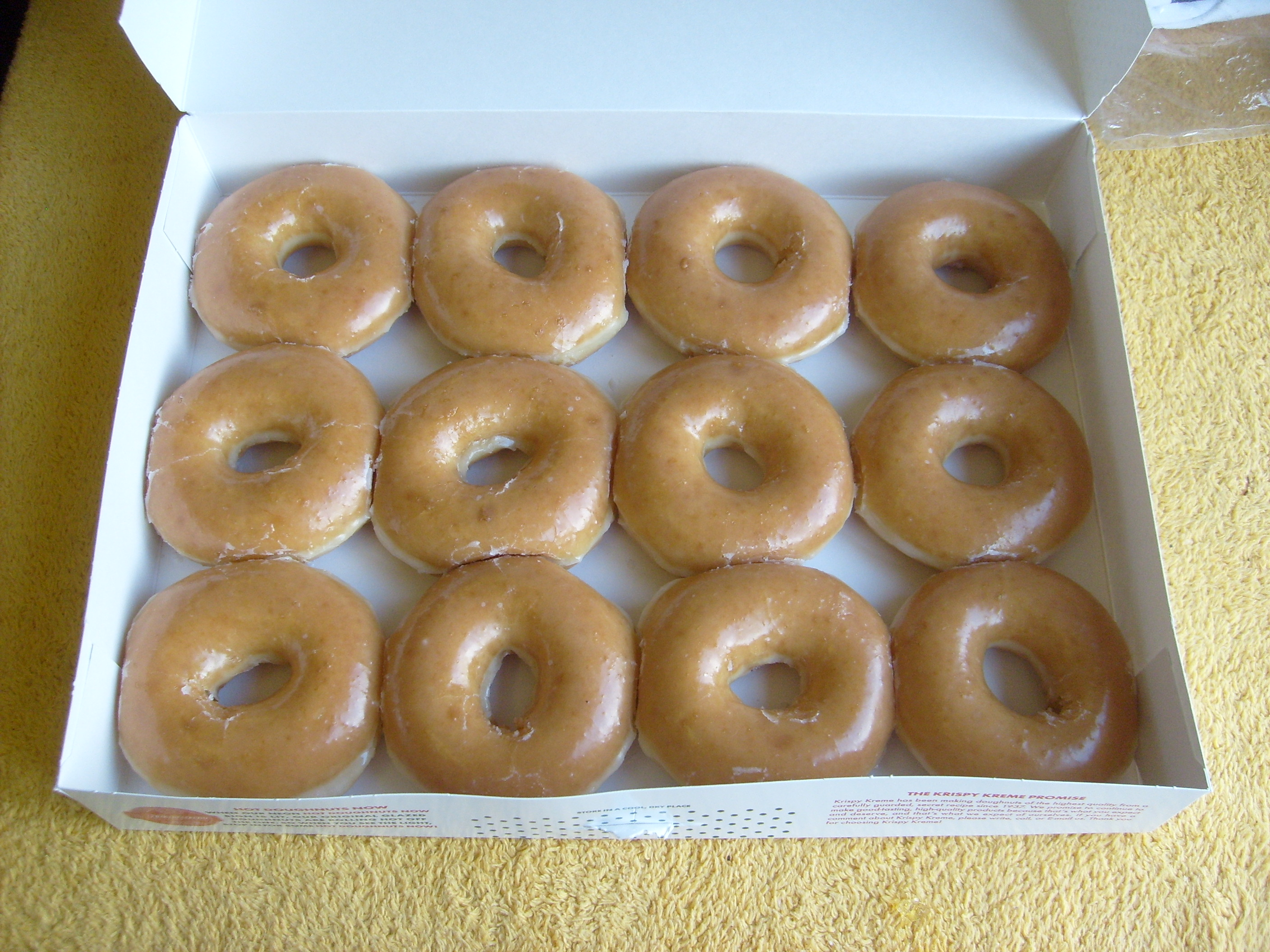
Ett dussin munkar.

Dussin (genom franska: douzaine i samma betydelse, av douze "tolv", från latin: duodecim, "tolv") är en antalsenhet som representerar 12 stycken.

## Bagardussin
Bagardussin representerar ett drygt dussin om tretton eller fjorton (13–14) stycken. Detta beror på att bagarna ibland bjöd på ett eller ett par bröd extra, utöver det dussin man köpte.

## Härrörande antalsenheter
- 20 stycken – tjog
- 60 stycken – skock (tre tjog eller fem dussin)
- 120 stycken – stor-hundra (sex tjog eller tio dussin)
- 144 stycken – gross (tolv dussin)
- 10 000 – Myriad